# Chriolepis roosevelti
Chriolepis roosevelti es una especie de peces de la familia de los Gobiidae en el orden de los Perciformes.

## Morfología
Los machos pueden llegar a alcanzar los 2,5 cm de longitud total.

## Hábitat
Es un pez de Mar y, de clima tropical y asociado a los  arrecifes de coral.

## Distribución geográfica
Se encuentra en el Atlántico occidental central: las Bahamas, Honduras, Jamaica, Puerto Rico y Venezuela.

## Observaciones
Es inofensivo para los humanos. 